# سیلوا آبراهامیان
سیلوا سامسونی آبراهامیان (ارمنی: Սիլվա Սամսոնի Աբրահամյան؛ انگلیسی: Silva Abrahamyan؛ زادهٔ ۱۸ مارس ۱۹۴۲) یک زیست‌فیزیکدان اهل ارمنستان است.

## زندگی‌نامه
در ۱۸ مارس ۱۹۴۲ در ایروان به دنیا آمد و از دانشگاه دولتی ایروان (۱۹۶۶) فارغ‌التحصیل شد. 

## یادداشت
1. ↑  կենսաբանական գիտությունների դոկտոր